# Zukünftige Generationen
Zukünftige Generationen (auch nachrückende Generationen genannt) sind Gruppen von Menschen (Kohorten), die noch geboren werden müssen. Das Wort 'Generation' wird u. a. verwendet, um die Gesamtheit der heute lebenden Menschen zu bezeichnen. Zusammen mit dem Wort 'zukünftig' leitet sich daraus ab, dass es sich bei zukünftigen Generationen um Menschen handelt, die noch geboren werden müssen.
Im Vergleich zu jetzigen und vergangenen Generationen wird auf zukünftige Generation hingewiesen, wenn über Generationengerechtigkeit die Rede ist. Ethisch wird zukünftigen Generationen ein moralischer Anspruch eingeräumt, eine Auffassung, die auf Widerspruch stößt.
Die Klimabewegung hat das Konzept als Instrument übernommen, um Prinzipien des langfristigen Denkens gesetzlich zu verankern. Das Konzept wird oft mit indigenem Denken als Prinzip für ökologisches Handeln verbunden, wie beispielsweise das der Irokesen-Tradition zugeschriebene Sieben-Generationen-Konzept. Dieses Konzept beinhaltet, dass der Mensch bei jeder Handlung bedenken soll, wie sich diese für die siebte Generation in der Zukunft auswirkt, damit die kommenden Generationen eine schöne und lebenswerte Erde vorfinden.

## Verwendung
Der Begriff Zukünftige Generationen findet Verwendung in der Diskussion über den Einfluss, den die gegenwärtig lebende Generation auf die Welt hat, in der zukünftige Generationen leben werden und die sie von den heute lebenden Menschen erben werden.
Das Konzept der Nachhaltigen Entwicklung wird von der Brundtland-Kommission der Vereinten Nationen in ihrem Bericht von 1987 definiert als: Dauerhafte (nachhaltige) Entwicklung ist Entwicklung, die die Bedürfnisse der Gegenwart befriedigt, ohne zu riskieren, dass künftige Generationen ihre eigenen Bedürfnisse nicht befriedigen können.
Die Verwendung zukünftiger Generationen im Völkerrecht wird teilweise von der Charta der Vereinten Nationen anerkannt, die sich darauf konzentriert, die „Geißel des Krieges“ für zukünftige Generationen zu verhindern. Die Veröffentlichung des Berichts Our Common Agenda des UN-Generalsekretärs im September 2021 untermauerte die Wichtigkeit von Solidarität zwischen jetzigen und zukünftigen Generationen auf nationaler Ebene und im multilateralen System.
In der 1997 verabschiedeten UNESCO-Erklärung über die Verantwortung der heutigen Generationen gegenüber den künftigen Generationen ist ein internationales Abkommen, das Bestimmungen zum gemeinsamen Erbe der Menschheit enthält.
Auszug:
- Artikel 4 - Bewahrung des Lebens auf der Erde

„Die heutigen Generationen tragen die Verantwortung dafür, den künftigen Generationen eine Erde zu hinterlassen, die nicht eines Tages durch menschliche Aktivität unwiederbringlich zerstört ist. Jede Generation, die die Erde zeitweilig von einer anderen übernimmt, sollte dafür Sorge tragen, daß natürliche Ressourcen vernünftig ausgebeutet werden, das Leben durch schädliche Veränderungen der Ökosysteme nicht beeinträchtigt wird und der wissenschaftlich-technische Fortschritt dem Leben auf der Erde keinen Schaden zufügt.“
- Artikel 7 - Kulturelle Vielfalt und kulturelles Erbe

„Unter gebührender Achtung der Menschenrechte und Grundfreiheiten sollten die heutigen Generationen für die Bewahrung der kulturellen Vielfalt der Menschheit Sorge tragen. Es obliegt den heutigen Generationen, das materielle wie das immaterielle kulturelle Erbe zu definieren und zu schützen und dieses gemeinsame Erbe den künftigen Generationen zu übergeben.“
- Artikel 8 - Gemeinsames Erbe der Menschheit

„Die heutigen Generationen dürfen das völkerrechtlich definierte gemeinsame Erbe der Menschheit unter der Voraussetzung nutzen, das dadurch kein irreparabler Schaden verursacht wird.“
- Artikel 9 - Frieden

1. „Die heutigen Generationen sollten sicherstellen, daß sowohl sie selbst als auch die künftigen Generationen lernen, miteinander in Frieden und Sicherheit sowie unter Achtung des Völkerrechts, der Menschenrechte und Grundfreiheiten zu leben.“

2. „Die heutigen Generationen sollten die künftigen Generationen vor der Geißel des Krieges bewahren. Zu diesem Zweck sollten sie die künftigen Generationen nicht den schädlichen Folgen bewaffneter Konflikte sowie aller anderen Formen der Aggression und des Waffengebrauchs, die nicht mit humanitären Grundsätzen in Einklang stehen, aussetzen.“

## Ökonomie
Die Annahme, dass es künftigen Generationen immer besser gehen wird, hat das ökonomische Denken seit den Arbeiten von Adam Smith und David Hume durchdrungen. Diese Denkweise wurde verwendet, um zu rechtfertigen, dass sich die Gesellschaft nur heute Sorgen machen muss, weil die Zukunft für sich selbst sorgen wird. Solche Argumente gelten nur, wenn heutiges Handeln künftigen Generationen keinen Schaden zufügt. Zukünftige Generationen werden möglicherweise schlechter gestellt werden, indem sie weniger Ressourcen von der gegenwärtigen Generation erben, als sie für unseren Lebensstandard benötigen.
Die amerikanischen Ökonomen Alan Auerbach, Jagadeesh Gokhale und Laurence Kotlikoff entwickelten die Methode der Generationenbilanzierung (englisch Generational Accounting), um öffentliche Haushaltsplanung um die langfristige Perspektive zu ergänzen. So kann z. B. gezeigt werden, wie die Verschuldung eines Staatshaushaltes eine implizite Lastverschiebung in die Zukunft darstellt, der aufgrund demografischer Verhältnisse immer weniger Steuerzahler gegenüberstehen. Gelingt der intertemporale Budgetausgleich, gilt die Politik als nachhaltig.

## Rechte der zukünftigen Generationen

### Gesetzeslage
Es gilt, dass alle wichtigen politischen Entscheidungen hinsichtlich ihrer Auswirkungen auf künftige Generationen genau geprüft werden.
Mehrere Länder haben begonnen, Verpflichtungen gegenüber künftigen Generationen gesetzlich zu verankern. In Wales ist diese moralische Verpflichtung im Gesetz über das Wohlergehen zukünftiger Generationen (englisch: Well-being of Future Generations (Wales) Act 2015) verankert und in der Rolle des Future Generations Commissioner.
In ähnlicher Weise wurde 2008 in Ungarn das Büro eines Ombudsmannes für zukünftige Generationen eingerichtet, diesem allerdings in 2012 die finanziellen Mittel gestrichen.
In das Grundgesetz der Bundesrepublik Deutschland wurde 1994 der Artikel 20a eingefügt, der die Generationengerechtigkeit verankert. Im Jahr 2002 beschloss die damalige Bundesregierung erstmals eine Nachhaltigkeitsstrategie.

### Gerichtsverfahren
Der Auffassung, dass zukünftige Generationen Rechte besitzen, wurde oft der Einwand entgegengebracht, dass nur jemand Rechte haben kann, wer auch Pflichten übernehmen könne.
Im Rahmen des globalen Trends von Gerichtsverfahren zum Klimawandel (Klimaklage) werden die Rechte zukünftiger Generationen zunehmend durch Präzedenzfälle geschützt. Einige Gerichtsverfahren haben das Ziel, Druck auf Gesetzgeber und politische Entscheidungsträger auszuüben, andere Gerichtsverfahren versuchen, die durch gesetzgeberische Untätigkeit entstandenen Lücken
zu schließen.
Zukünftige Generationen, vertreten durch 25 Kläger im Alter zwischen 7 und 26 Jahren, klagten in dem Verfahren „Future Generations v. Ministry of the Environment and Others“ (2018) gegen die Kolumbianische Regierung, um das Amazonas-Regenwaldbecken für zukünftige Generationen zu schützen.
1990 klagten philippinische Kinder im Interesse künftiger Generationen gegen ihre Regierung, um diese zum Schutz des noch verbliebenen tropischen Regenwaldes des Landes zu veranlassen und alle bereits erteilten Holzeinschlag-Lizenzen zurückzuziehen. Dieser Klage wurde stattgegeben. Das Gericht stellte dabei fest, dass es möglich sei, dass Kinder eine Sammelklage für sich, für andere ihrer Generation, sowie für die zukünftigen Generationen führen könnten. Weiterhin wurden 1992 die verbliebenen Urwälder unter gesetzlichen Schutz gestellt – „zum Wohl der gegenwärtigen wie der nachrückenden Generationen“.

## Kultur
Die Rechte zukünftiger Generationen inspirierten die Handlung in Kim Stanley Robinsons Klima-Roman The Ministry for the Future.